# Ustnik lunula
Ustnik lunula (Chaetodon lunula) – gatunek morskiej ryby z rodziny chetonikowatych.

## Występowanie
Indo-Pacyfik

## Filatelistyka
Poczta Polska wyemitowała 1 kwietnia 1967 r. znaczek pocztowy przedstawiający Chaetodon lunula o nominale 40 gr, w serii Ryby egzotyczne. Autorem projektu znaczka był Jerzy Desselberger. Na znaczku pojawiła się błędna nazwa gatunku Chaetodon fasciatus. Znaczek pozostawał w obiegu do 31 grudnia 1994 r..